# Schneekirche

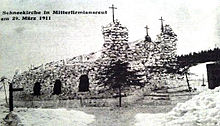
Schneekirche 1911

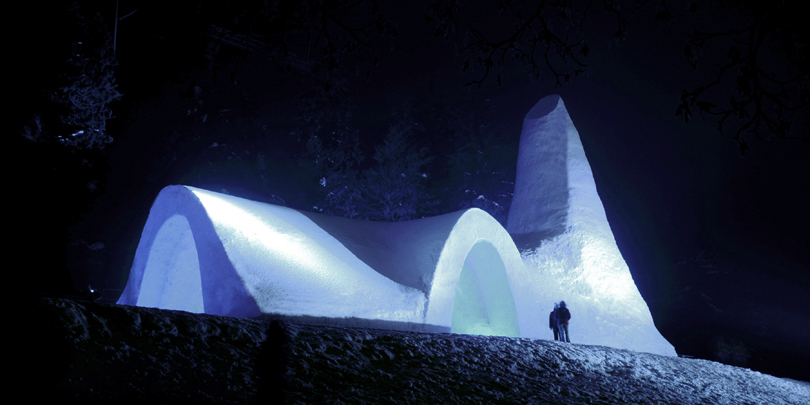
Schneekirche 2011

Die erste Schneekirche wurde 1911 in Mitterfirmiansreut, einem Ortsteil von Philippsreut, erbaut. Sie war eine Kirche aus Schnee, die von den Bewohnern als Notkirche erbaut wurde, um auf ihre Kirchenlosigkeit aufmerksam zu machen. Das Bauwerk stand von Februar bis Mai 1911, als die Kirche schmolz. Anlässlich des hundertjährigen Jubiläums wurde eine neue Schneekirche ebenfalls in Mitterfirmiansreut errichtet. Sie wurde nach Plänen der Passauer Architekten Koeberl Doeringer errichtet.

## Hintergrund
1907 wurde in Mitterfirmiansreut die Gründung eines Kirchenbauvereins beschlossen. In dieser Zeit wurde Hinterfirmiansreut seelsorglich von der Pfarrei Mauth betreut. Die weite Entfernung zur Pfarrkirche war vor allem in den Wintermonaten mühsam. Daher entstand der Wunsch, eine eigene Kirche zu haben. Die Armut der Dorfbewohner ließ diesen Wunsch jedoch als schwer erreichbar erscheinen. Als die Dorfbewohner im Dezember 1910 die Christmette in Mauth wegen eines starken Schneesturms nicht besuchen konnten, kam die Idee auf, eine Kirche aus Schnee zu erbauen. Die Initiative wurde vom damaligen Kooperator von Mauth, Georg Baumgartner, unterstützt.

## Bauweise
Die Dorfbewohner bauten die Kirche aus großen Schneequadern. Sie war 14 Meter lang, 7 Meter breit und fast 4 Meter hoch. Nach dem Vorbild des Passauer Doms wurden auf der Frontseite zwei Türme errichtet.

## Nachwirkung
Nachdem ein Foto der Schneekirche von regionalen und überregionalen Zeitungen veröffentlicht worden war, wurden viele Spenden für den Bau einer festen Kirche in Mitterfirmiansreut gesammelt. Eine erste Kapelle wurde 1923 erbaut, zwei Jahre später geweiht und 1932 vergrößert. Sie ist dem heiligen Josef gewidmet.

## Schneekirche 2011–2012

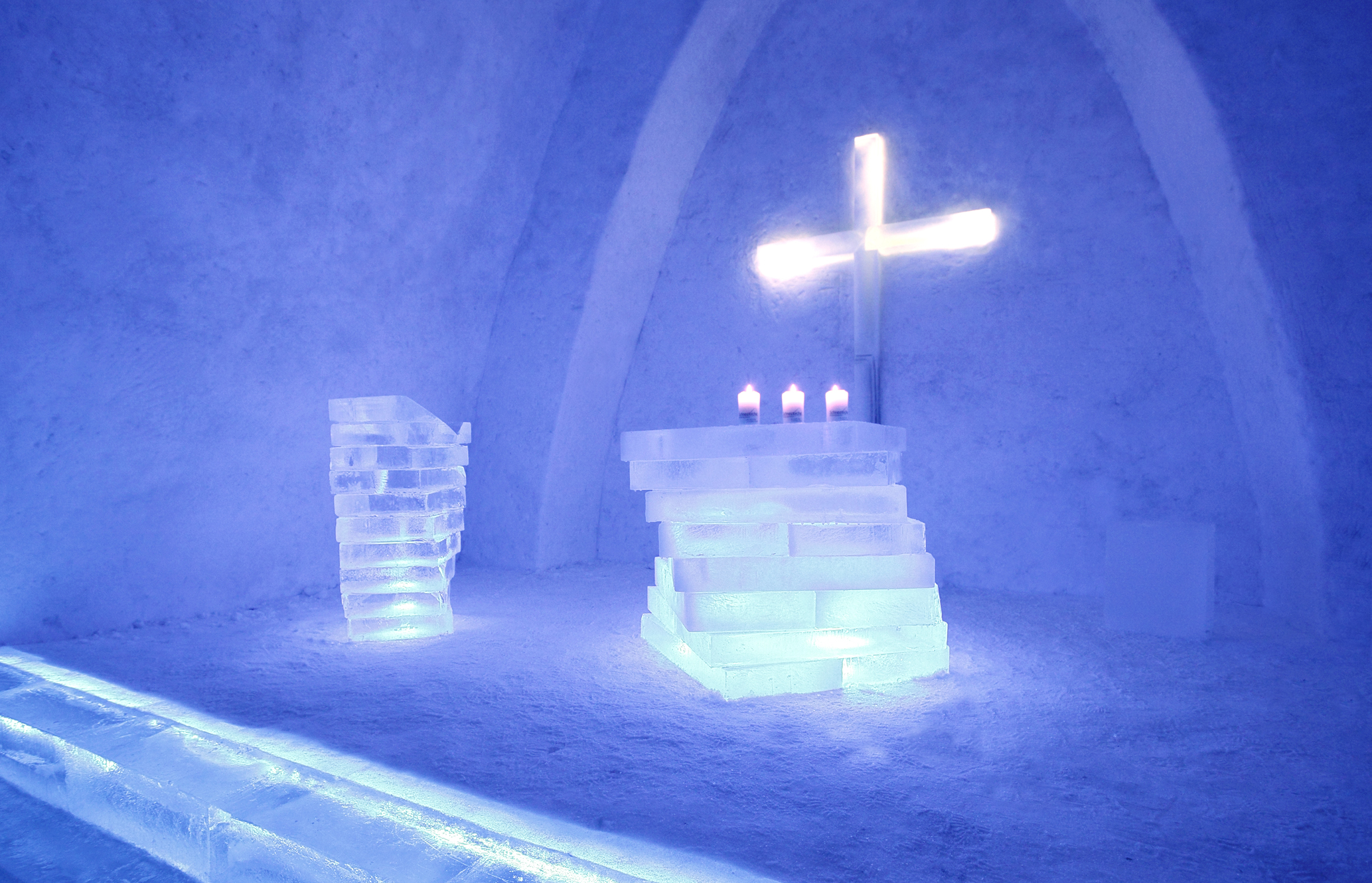
Altarraum aus Eis illuminiert

Zum hundertjährigen Jubiläum des Kirchbaus wurde zur Erinnerung eine neue Schneekirche errichtet. Sie ist 26 Meter lang, 11 Meter breit und knapp 19 Meter hoch. Das Innere der Kirche bietet Platz für ca. 190 Personen. Der Neubau erregte großes Medieninteresse. Die Architekten waren Koeberl Doeringer Architekten aus Passau.

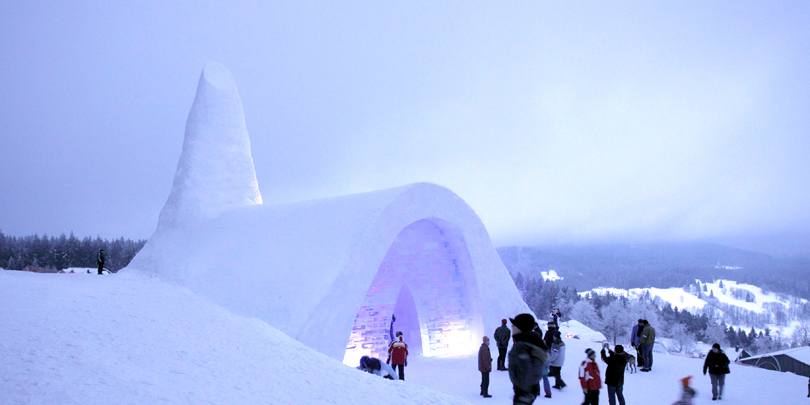
Schneekirche 2011 von Süd-Ost

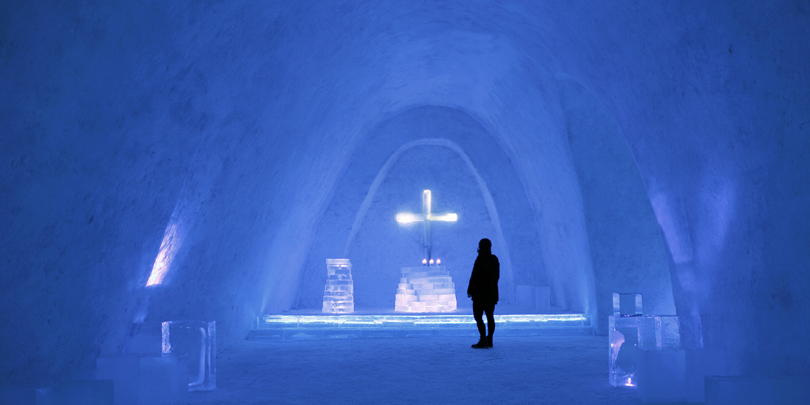
Schneekirche von Innen

Erstellt wurde die Kirche in einer frei geschwungenen Kuppelform, die durch Aufbringen von Schnee auf eine durch Blechpaneele gebildete Gerüstform erstellt wurde. Aus Eisblöcken wurden Fensterportale gebildet. 1400 Kubikmeter Schnee wurden verarbeitet. Unter anderem kam auch ein Kran zum Einsatz. Als Standzeit rechneten die Erbauer mit mindestens zwei Monaten. Da für die Baustoffe Schnee und Eis keine bauaufsichtlichen Regeln und Berechnungsnormen existieren, wurde die Statik aus allgemeinen Grundlagen der Technischen Mechanik abgeleitet, wobei eine ständige Kontrolle die Sicherheit gewährleistete. Aufgrund milder Temperaturen musste die Kirche einmal vorübergehend gesperrt werden.
Die Kosten wurden mit 70.000 Euro angegeben. Neben privaten Sponsoren beteiligte sich die Gemeinde Philippsreut und die tschechische Nachbargemeinde Strážný an der Realisierung des Vorhabens. Ein geplanter EU-Zuschuss konnte nicht realisiert werden. Ein Teil der Kosten wurde über Eintrittsgeld zu decken versucht.
Die Kirche wurde durch einen Dekan gesegnet, jedoch nicht geweiht, womit Taufen und Hochzeiten in der Kirche nicht möglich waren.
Generell kam von kirchlicher Seite Kritik, die sich auf Marketingaspekte des Projekts bezog. So wurde unter anderem die Regie am Eröffnungsabend des 28. Dezember 2011 von einem privaten Radiosender mit Discomusik und -beleuchtung geführt.
Ende März 2012 kam das Ende der Schneekirche. Nachdem die Kirche wegen Einsturzgefahr gesperrt worden war, stürzten Teile des Kirchenschiffes und des Seitenportals ein.

## Preise
- 2013: Nike in der Kategorie „Nike für Symbolik“ für Koeberl Doeringer Architekten[4]
- 2013: BDA-Preis Bayern in der Kategorie „Soziales Engagement“ für Koeberl Doeringer Architekten[5]